# Pentila abraxas
Pentila abraxas är en fjärilsart som beskrevs av John Obadiah Westwood 1851. Pentila abraxas ingår i släktet Pentila och familjen juvelvingar. Inga underarter finns listade i Catalogue of Life.

## Bildgalleri

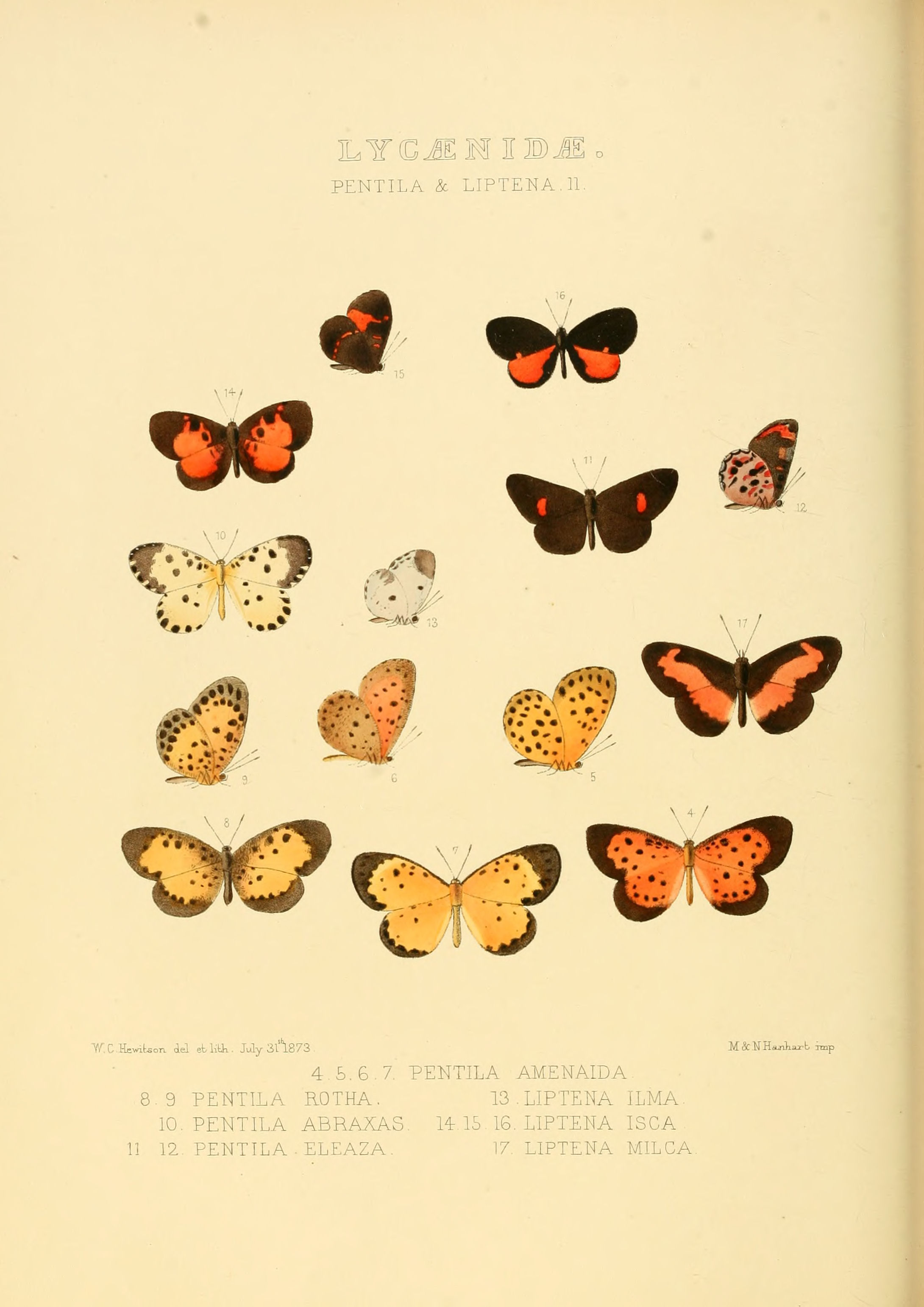